# Paricutín
Cet article concerne le volcan. Pour le village, voir Nuevo Parangaricutiro.
Le Paricutín est un volcan du Mexique situé dans l'État du Michoacán. Il est né le 20 février 1943 au cours d'une éruption qui a duré neuf ans, ce qui en fait un des volcans les plus jeunes de la Terre avec Surtsey né en 1963 et l'Ardoukôba en 1978. Il se présente sous la forme d'un cône volcanique aux pentes escarpées culminant à 3 170 mètres d'altitude, dominant des coulées de lave d'où émerge le clocher de l'ancien village de San Juan Parangaricutiro.

## Géographie

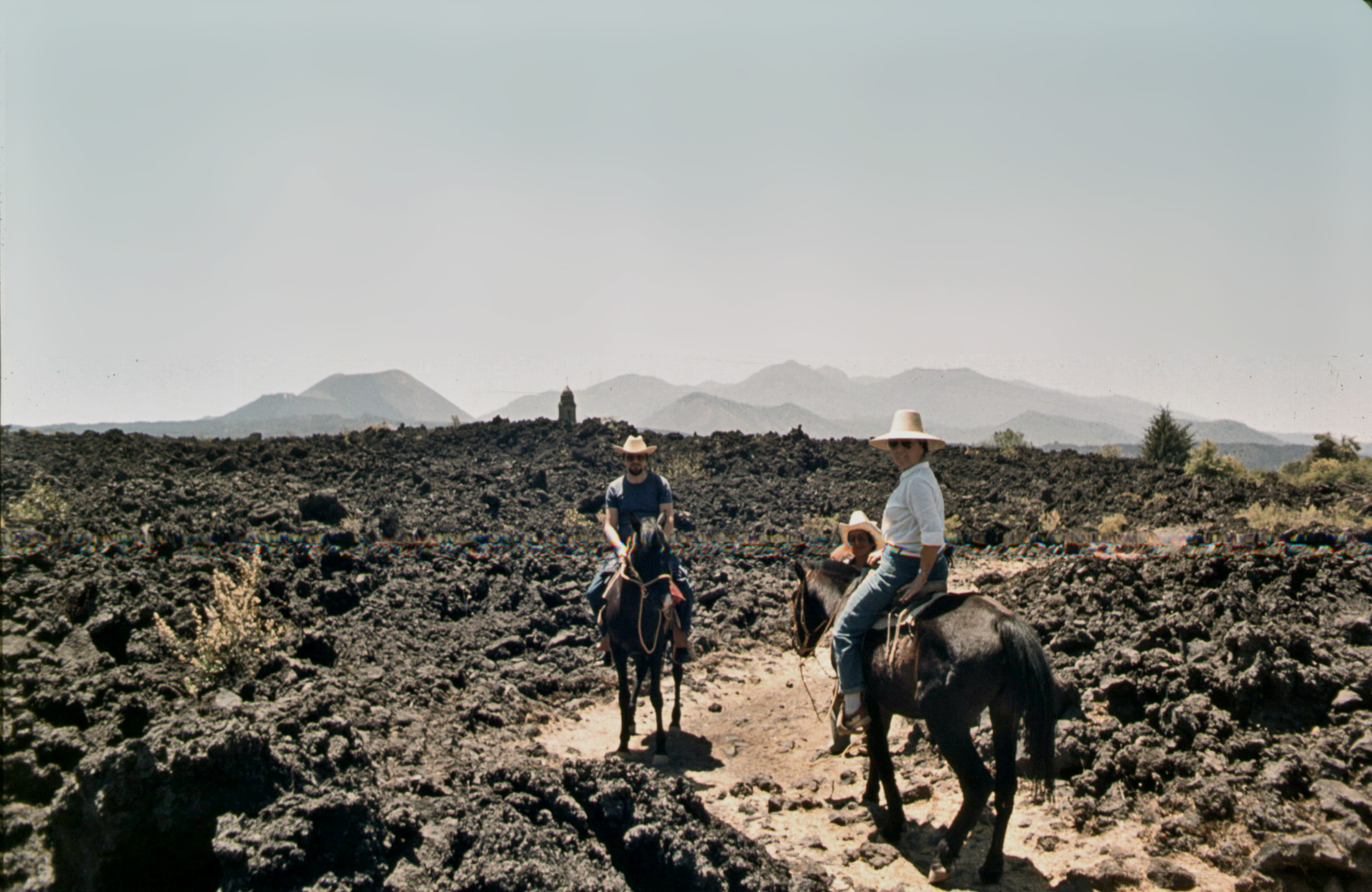
Cavaliers sur les coulées de lave en route pour le Paricutín visible au dernier plan sur la gauche.

Le Paricutín est situé dans le sud-ouest du Mexique, dans l'ouest de l'État du Michoacán, à environ 300 kilomètres à l'ouest de Mexico, à une vingtaine de kilomètres au nord-ouest de la ville d'Uruapan et non loin de l'ancien village de San Juan Parangaricutiro situé au nord-ouest. Il est immédiatement entouré par le Cerro Canicjuata à l'ouest, le Cerro Jarátiro et le Cerro Equijuata au nord, d'autres petits cônes de cendre, ainsi que par le Cerro Tancitaro au sud.
Ce cône volcanique est couronné par un cratère dont l'un des rebords culmine à 2 774, 2 808,6, 3 170, ou 3 174 mètres d'altitude, soit 424 mètres au-dessus des terrains environnants. Il est flanqué au nord-est par le Nueva Juatita, une bouche éruptive latérale qui est à l'origine de la majorité des coulées de lave déversées par le volcan.
Le Paricutín fait partie d'un ensemble de plus de 1 400 volcans gris répartis sur 200 à 250 kilomètres et composant le champ volcanique de Michoacán-Guanajuato situé sur la meseta Tarasca. Cette région volcanique est un maillon occidental de la cordillère Néovolcanique composée de volcans alignés du golfe du Mexique à l'est jusqu'à la côte pacifique sur 900 kilomètres de longueur pour 130 kilomètres de largeur. La lave émise par le Paricutín est typique du volcanisme calcoalcalin d'un arc volcanique continental avec contamination crustale granitique donnant des laves basaltiques à andésitiques.

## Histoire

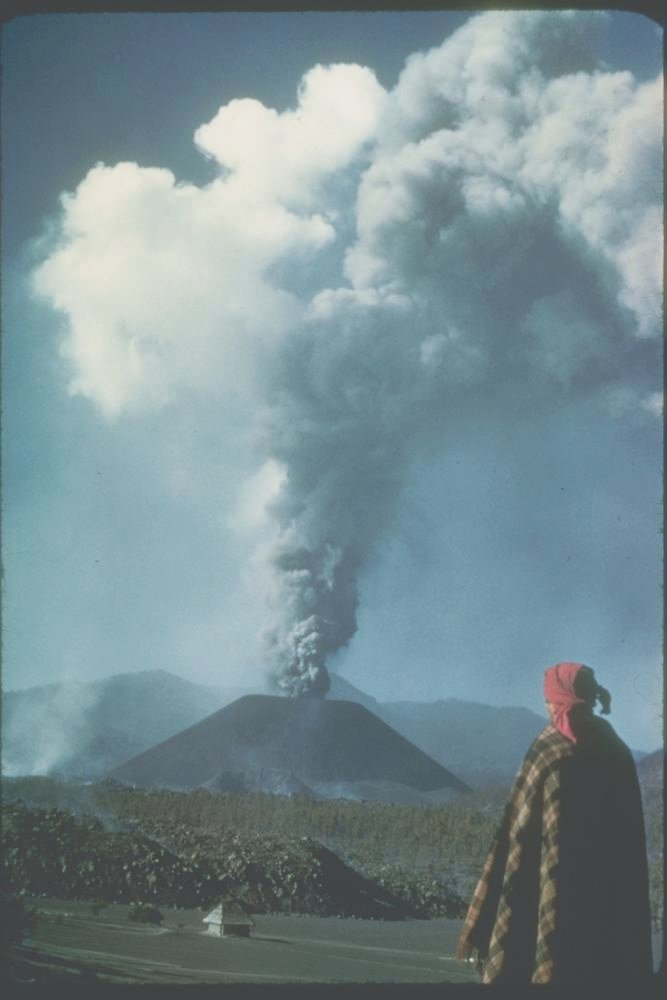
Le Paricutín en éruption en 1943.

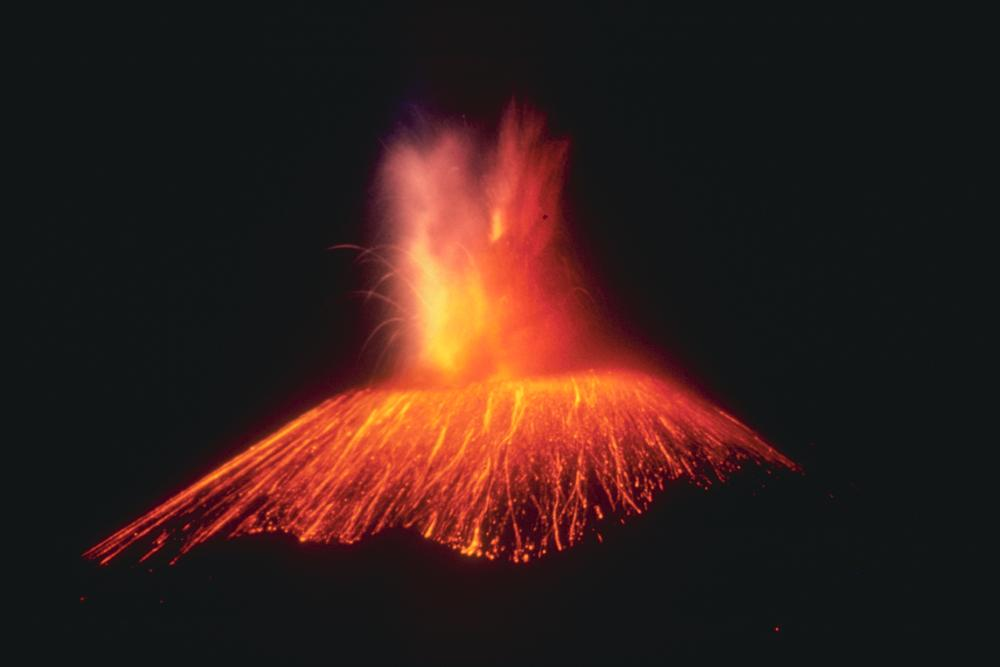
Vue nocturne du Paricutín en éruption en 1943.

Le Paricutín naît le 20 février 1943 dans un champ de maïs, au lieu-dit « Cuitzyutziro », sous les yeux de son propriétaire, Dionisio Pulido, et de sa femme, Paula Rangel, vivant au village de San Juan Parangaricutiro. L'évènement débute vers 17 h alors que tous deux inspectent leurs champs après y avoir travaillé toute la journée et s'apprêtant à rentrer chez eux. Ils sont alors témoins d'un tremblement de terre accompagné d'un grondement sourd mais ils n'y prêtent pas plus d'attention, ce genre de phénomène étant courant depuis plus de huit jours. Cependant Dionisio aperçoit non loin en direction de l'ouest de grandes flammes et une épaisse fumée sortant de terre, le tout dans un fort grondement et accompagné d'une odeur de soufre. La fissure, ouverte dans le sol vers 16 h, mesure un peu plus de cinquante mètres de longueur, cinquante centimètres de profondeur et cinq centimètres de largeur et les matériaux éjectés s'accumulent déjà sur trente centimètres de diamètre. Terrifiés, ils regagnent le village en courant et font part de leur expérience. Ces faits sont consignés le lendemain au cours d'une session extraordinaire du conseil municipal qui en informe notamment le gouverneur du Michoacán et le président de la République.
Quatre jours après le début de l'éruption, le cône mesure 60 mètres de hauteur, projette des téphras à 500 mètres de haut et émet sa première coulée de lave basaltique,. Les séismes sont de plus en plus nombreux et augmentent en magnitude. Les 733 habitants du village de Paricutín, le premier à être détruit, et les 1 895 de celui de San Juan Parangaricutiro sont contraints à l'exode sur de nouvelles terres qui forment un nouveau village appelé Nuevo San Juan Parangaricutiro. Une semaine après le début de l'éruption, le volcan atteint 130 mètres de hauteur, 293 en juillet, 393 en décembre et finalement 424 en mars 1952 juste après la fin de son éruption. Cette activité effusive accompagnée d'un panache volcanique et de retombées de téphras se poursuit jusqu'en 1948 avec quelques variations d'intensité. En janvier de cette année, l'activité cesse pour une durée de trois ans. Début 1952, la lave refait son apparition jusqu'au 25 février, marquant la fin de son éruption,. Au total, le Paricutín rejette au cours de cette éruption typiquement strombolienne d'indice d'explosivité volcanique de 4 un volume de 0,7 à 1,4 km3 de lave qui recouvre 18,5 à 25 km2 de superficie ; les 1,3 km3 de téphras recouvrent quant à eux une superficie de 300 km2, détruisant la végétation. Malgré la soudaineté de l'éruption, sa durée et les volumes de lave émis, seuls trois morts sont à déplorer en raison des éclairs provoqués par le panache volcanique.
L'éruption représente un intérêt majeur pour les volcanologues qui peuvent assister à la naissance d'un volcan et aux différentes étapes de sa formation,.

## Tourisme
Le volcan et ses environs constituent un important site touristique du Mexique. Le sommet est accessible par un sentier.

## Dans la culture populaire
Le clocher de l'église de San Juan Parangaricutiro est visible dans le film Le Jardin du diable, sorti en 1954, une partie des extérieurs y ayant été tournée.
Le Paricutín a été désigné comme étant une merveille de la nature.
Ce phénomène a inspiré le film Volcano (1997) de Mick Jackson, mettant en vedette Tommy Lee Jones et Anne Heche.